# Hans Cornelis
Hans Cornelis (nacido el 13 de enero de 1982 en Eeklo ) es un jugador belga que juega como lateral derecho.
Cornelis fue parte de un acuerdo de transferencia de última hora en la tarde en la noche del 31 de agosto de 2009.
Cercle Brugge y RC Genk llegaron a un acuerdo amplio: Cornelis fue vendido a Cercle Brugge, su compañero de equipo Jelle Vossen se unió a él en calidad de préstamo. Thomas Buffel hizo el movimiento contrario. 

## Clubes
| Club           | País    | Año         | Goles |
| -------------- | ------- | ----------- | ----- |
| Club Brugge KV | Bélgica | 2000 - 2005 | 2     |
| Racing Genk    | Bélgica | 2005 - 2009 | 4     |
| Cercle Brugge  | Bélgica | 2009 - 2015 | 5     |

- Datos: Q1858210